# Deutsches Historisches Institut Warschau

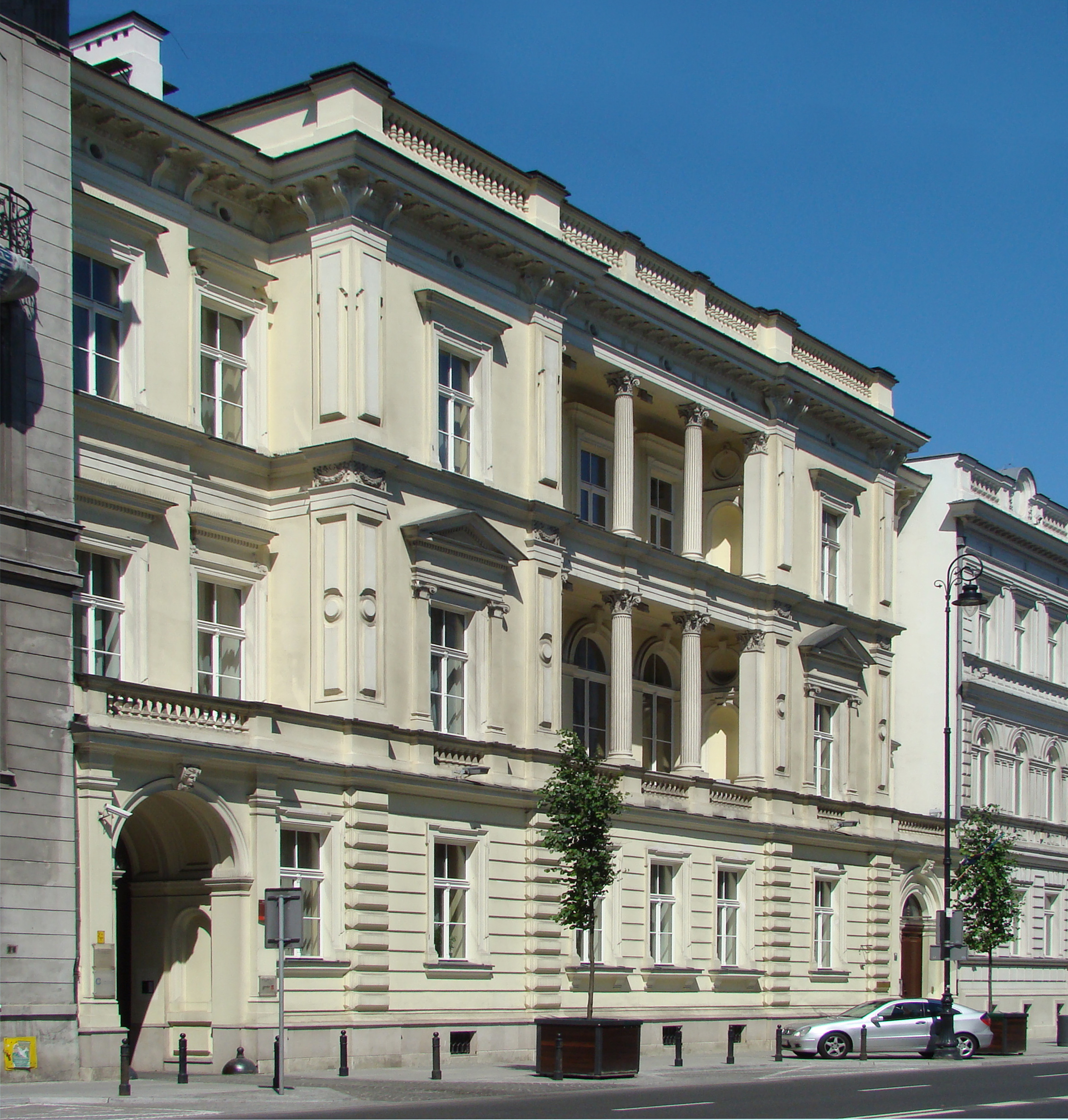
Karnicki-Palast Warschau

Das Deutsche Historische Institut Warschau (DHI Warschau, polnisch Niemiecki Instytut Historyczny w Warszawie) ist ein öffentlich gefördertes Forschungsinstitut, das seit 2002 Teil der Max Weber Stiftung – Deutsche Geisteswissenschaftliche Institute im Ausland (MWS) mit Sitz in Bonn ist. Die MWS wird vom Bundesministerium für Forschung, Technologie und Raumfahrt finanziert. Das DHI Warschau wurde 1993 gegründet und hat seinen Sitz im Warschauer Karnicki-Palais an der Aleje Ujazdowskie. Gründungsdirektor war Rex Rexheuser (1993–1998), ihm folgten Klaus Ziemer (1998–2008), Eduard Mühle (2008–2013) und Miloš Řezník (2014–2024). Seit dem 1. April 2024 hat Magdalena Saryusz-Wolska dieses Amt inne.

## Arbeit & Organisation
Die Aufgabe des Instituts besteht in der epochenübergreifenden wissenschaftlichen Erforschung der Geschichte Polens und der Verflechtungen im europäischen und transregionalen Kontext. Darüber hinaus fördert das Institut den geschichtswissenschaftlichen Diskurs auf nationaler und internationaler Ebene und vermittelt insbesondere Informationen und Erträge aus der deutschen Geschichtswissenschaft im Gastland sowie solche der polnischen Geschichtswissenschaft in Deutschland. Zudem widmet es sich der Förderung des wissenschaftlichen Nachwuchses im Bereich der historischen Polen- und Ostmitteleuropaforschung.
Seit Anfang 2017 verfügt das DHI Warschau über eine Außenstelle in der litauischen Hauptstadt Vilnius, die Forschungen zur Geschichte Litauens im mittel- und osteuropäischen Kontext sowie zu Litauens historischen Verflechtungen mit Deutschland, Polen und anderen Ländern der Region fördert. Eine zweite Außenstelle wurde im Frühjahr 2018 in enger Zusammenarbeit mit einer Zweigniederlassung des Collegium Carolinum München und der Akademie der Wissenschaften der Tschechischen Republik in Prag eröffnet und unterstützt wissenschaftliche Forschungen zur tschechischen, deutschen und polnischen Geschichte im europäischen Kontext.
Das Deutsche Historische Institut Warschau beschäftigt derzeit 32 Mitarbeiter, davon 17 Wissenschaftler, unter ihnen 13 promovierte und vier habilitierte. Daneben bietet das Institut Gastwissenschaftlern, Stipendiaten und Praktikanten Forschungs- und Arbeitsmöglichkeiten. Die Institutsleitung liegt bei Miloš Řezník, stellvertretende Direktorin ist Ruth Leiserowitz. Ein Wissenschaftlicher Beirat, seit 2019 unter dem Vorsitz von Philipp Ther, berät das Institut in allen wissenschaftlichen Belangen.

## Grundlagenforschung
Das Deutsche Historische Institut Warschau betreibt innovative Grundlagenforschung. Im Rahmen von wissenschaftlichen Forschungsprojekten erforschen die Mitarbeiterinnen und Mitarbeiter die ostmitteleuropäische Geschichte im europäischen und globalen Kontext. Die deutsch-polnischen Beziehungsgeschichte findet besondere Berücksichtigung. Die Forschung ist in vier Forschungsbereichen organisiert:
- Gewalt: Soziale Praktiken und Machtstrukturen
- Raum: Regionalitäten und materielle Kultur
- Mobilität: Migration und globale Netzwerke
- Erinnerungskultur: Umgang mit Vergangenheit

In diese Forschungsbereiche sind sowohl die Einzelprojekte der wissenschaftlichen Mitarbeiterinnen und Mitarbeiter als auch nach Möglichkeit die Vorhaben von Stipendiat:innen, Praktikant:innen und Gastwissenschaftler:innen integriert. Damit bieten sie einen gemeinsamen thematischen Problemhorizont, der eine fruchtbare Arbeit im Kontext international anschlussfähiger Leitfragen befördert, für die die spezifischen Ressourcen und Standortvorteile des Instituts in besonderer Weise zur Geltung gebracht werden können.

## Forschungstransfer & Stipendien
Das Deutsche Historische Institut Warschau unterstützt den internationalen geschichtswissenschaftlichen Diskurs durch die Förderung von Kommunikation, Kooperation und Forschungstransfer. Dabei stehen die deutsch-polnischen Historikerbeziehungen im Vordergrund. Doch werden in den Vermittlungsauftrag auch die benachbarten ostmitteleuropäischen Geschichtswissenschaften einbezogen sowie über die deutsche Geschichtswissenschaft hinaus auch die westlichen scientific communities angesprochen. In diesem Sinne bietet das Institut ein Forum des internationalen geschichtswissenschaftlichen Gesprächs. Dazu setzt es mit wissenschaftlichen Veranstaltungen, Publikationen und Stipendien bewährte Instrumente ein.
Stipendien werden zur Unterstützung solcher Forschungsarbeiten auf dem Gebiet der polnischen, deutsch-polnischen und polnisch-ostmitteleuropäischen Geschichte vergeben, die einen Aufenthalt in den Gastländern des Instituts erfordern. Die Stipendien werden je nach Forschungsvorhaben für einen oder mehrere Monate vergeben. Die Vergabe erfolgt nach Exzellenzkriterien. Ein zusätzliches Auswahlkriterium ist das Maß, in dem sich die zu fördernden Forschungsvorhaben thematisch mit den aktuellen Forschungsbereichen des Deutschen Historischen Instituts berühren.

## Publikationen
In vier Buchreihen veröffentlicht das Deutsche Historische Institut Warschau sowohl eigene als auch externe Forschungsergebnisse und Quelleneditionen zur Geschichte Polens und der deutsch-polnischen Beziehungsgeschichte. Darüber hinaus publiziert es methodisch wegweisende, inhaltlich grundlegende Studien der deutschen bzw. polnischen Geschichtswissenschaft zur europäischen, deutschen und polnischen Geschichte in deutscher bzw. polnischer Übersetzung.

## Bibliothek
Die Bibliothek des Deutschen Historischen Instituts Warschau ist eine Präsenzbibliothek mit derzeit rund 90.000 Bänden und etwa 300 laufend bezogenen Periodika. Ihre Aufgabe besteht in der Literaturversorgung für die am Institut betriebene Forschung. Gegenüber den großen Warschauer historischen Fachbibliotheken erfüllt die Bibliothek eine komplementäre Funktion. Im Rahmen ihres Sammelauftrags, der die Geschichte Deutschlands, Polens und die deutsch-polnische Beziehungsgeschichte umfasst, legt sie daher den Schwerpunkt auf die westsprachige Fachliteratur und auf die Themen der am Institut angesiedelten Forschungsbereiche. Die Bibliothek steht externen Besuchern für die Präsenznutzung unentgeltlich offen. Ihre Bestände sind über den OPAC, die Elektronische Zeitschriftenbibliothek (EZB) und das Datenbank-Infosystem (DBIS) vollständig online recherchierbar. Neben Printmedien erhalten Nutzer auch Zugang zu elektronischen Ressourcen.